# Johan Petter Aschan
Johan Petter Aschan (uttalas aská:n)  född 1722 och avliden i Stockholm 1781. Verksam som bagare, hovkonditor, och herrnhutistisk psalmförfattare. I Svenska Missionsförbundets Sångbok 1920 finns han representerad med en psalm, diktad 1757, Så hav nu, själ, ett fröjdfullt sinne, som har fyra verser med åtta strofer i varje vers. I Herde-Rösten 1892 finns en psalm med inledningsstrofen Så haf nu, själ, ett fröjdfullt mod, med sex rytmiskt lika verser, som har lika många strofer i varje, varför det kan antas att bägge sjungs till samma melodin: Hör hur himlens sånger.

## Psalmer
- Så hav nu, själ, ett fröjdfullt sinne, nr 63 i Sions Nya Sånger (5:e upplagan 1876 efter ett manuskript från 1700-talet.) och i Svenska Missionsförbundets Sångbok 1920 nr 263 samt i Svenska Missionsförbundets Sånger och psalmer 1951 nr 428.
- Så haf nu, själ, ett fröjdfullt mod (Herde-Rösten 1892 nr 575).